# ONE Pro Cycling
La ONE Pro Cycling era una squadra maschile britannica di ciclismo su strada, attiva dal 2015 al 2018.
Fondata e diretta dall'ex giocatore britannico di cricket Matt Prior, la squadra fece il suo debutto agonistico nel febbraio 2015. Nel 2016, dopo solo un anno da team Continental, venne ammessa tra i team Professional Continental, e in stagione poté partecipare tramite invito anche al Tour de Pologne, gara del calendario World Tour. Nel 2017 tornò al livello Continental, anche a causa del ritiro dello sponsor tecnico Factor, e a fine 2018 venne definitivamente dismessa.

## Cronistoria

### Annuario
| Anno | Codice | Nome            | Cat. | Biciclette   | Dirigenza                                                                                              |
| ---- | ------ | --------------- | ---- | ------------ | --- |
| 2015 | ONE    | ONE Pro Cycling | CT   | Cervélo      | Manager: Rebecca Frewing Dir. sportivi: Matthew Winston, Steve Benton, Rebecca Frewing, James McCallum |
| 2016 | ONE    | ONE Pro Cycling | PCT  | Factor       | Manager: Rebecca Frewing Dir. sportivi: Matthew Winston, James McCallum, Philip West                   |
| 2017 | ONE    | ONE Pro Cycling | CT   | Boardman     | Manager: Matthew Winston Dir. sportivi: Matthew Winston, Philip West                                   |
| 2018 | ONE    | ONE Pro Cycling | CT   | Aston Martin | Manager: Matthew Winston Dir. sportivi: Matthew Winston, Linards Veide                                 |

### Classifiche UCI
Aggiornato al 31 dicembre 2018.
| Anno | Class.     | Pos. | Migliore cl. individuale  |
| ---- | ---------- | ---- | ------------------------- |
| 2015 | America T. | 47º  | Marcin Białobłocki (279º) |
| 2015 | Europe T.  | 59º  | Marcin Białobłocki (158º) |
| 2016 | America T. | 47º  | Hayden McCormick (436º)   |
| 2016 | Asia T.    | 20º  | George Harper (121º)      |
| 2016 | Europe T.  | 15º  | Dion Smith (43º)          |
| 2016 | Oceania T. | 3º   | Dion Smith (5º)           |
| 2017 | Asia T.    | 49º  | Thomas Stewart (103º)     |
| 2017 | Europe T.  | 37º  | Karol Domagalski (182º)   |
| 2017 | Oceania T. | 10º  | James Oram (20º)          |
| 2018 | Asia T.    | 42º  | Emīls Liepiņš (42º)       |
| 2018 | Europe T.  | 57º  | Emīls Liepiņš (121º)      |
| 2018 | Oceania T. | 5º   | Hayden McCormick (5º)     |

## Palmarès
Aggiornato al 31 dicembre 2018.

### Campionati nazionali
- Campionati polacchi: 1

Cronometro: 2015 (Marcin Białobłocki)
- Campionati neozelandesi: 1

Cronometro Under-23: 2016 (Hayden McCormick)

## Organico 2018
Aggiornato al 20 gennaio 2018.

### Staff tecnico
|  | Naz.                   | Ruolo  | Sportivo        |  |  |  |
|  | ---------------------- | ------ | --------------- |  |  |  |
|  | Regno Unito (bandiera) | GM, DS | Matthew Winston |  |  |  |
|  | Lettonia (bandiera)    | DS     | Linards Veide   |  |  |  |

### Rosa
|  | Naz.                     |  | Sportivo             | Anno |  |  |
|  | ------------------------ |  | -------------------- | ---- |  |  |
|  | Regno Unito (bandiera)   |  | Thomas Baylis        | 1996 |  |  |
|  | Polonia (bandiera)       |  | Karol Domagalski     | 1989 |  |  |
|  | Regno Unito (bandiera)   |  | Jake Kelly           | 1995 |  |  |
|  | Regno Unito (bandiera)   |  | Christopher Latham   | 1994 |  |  |
|  | Lettonia (bandiera)      |  | Emīls Liepiņš        | 1992 |  |  |
|  | Nuova Zelanda (bandiera) |  | Hayden McCormick     | 1994 |  |  |
|  | Nuova Zelanda (bandiera) |  | James Oram           | 1993 |  |  |
|  | Regno Unito (bandiera)   |  | Alexandar Richardson | 1990 |  |  |
|  | Regno Unito (bandiera)   |  | Jacob Scott          | 1995 |  |  |
|  | Polonia (bandiera)       |  | Szymon Tracz         | 1998 |  |  |
|  | Regno Unito (bandiera)   |  | Peter Williams       | 1986 |  |  |